# No Depression
No Depression är det amerikanska alt-countrybandet Uncle Tupelos debutalbum, utgivet 1990. Med sin blandning av rock, punk och country ses albumet ofta som starten för den alternativa countryrörelsen under 1990-talet.
En nyutgåva med sex bonuslåtar gavs ut i mars 2003.

## Låtlista
1. "Graveshift Yard" (Jay Farrar/Jeff Tweedy/Mike Heidorn) - 4:43
2. "That Year" (Farrar/Tweedy/Heidorn) - 2:59
3. "Before I Break" (Farrar/Tweedy/Heidorn) - 2:48
4. "No Depression" (A.P. Carter) - 2:20
5. "Factory Belt" (Farrar/Tweedy/Heidorn) - 3:13
6. "Whiskey Bottle" (Farrar/Tweedy/Heidorn) - 4:46
7. "Outdone" (Farrar/Tweedy/Heidorn) - 2:48
8. "Train" (Farrar/Tweedy/Heidorn) - 3:19
9. "Life Worth Livin'" (Farrar/Tweedy/Heidorn) - 3:32
10. "Flatness" (Farrar/Tweedy/Heidorn) - 2:58
11. "So Called Friend" (Farrar/Tweedy/Heidorn) - 3:12
12. "Screen Door" (Farrar/Tweedy/Heidorn) - 2:42
13. "John Hardy" (Leadbelly) - 2:21

Bonusspår på 2003 års nyutgåva
14. "Left in the Dark" (Kenny Draznik) - 3:10
15. "Won't Forget" (Farrar/Tweedy/Heidorn) - 2:50
16. "Sin City" (Chris Hillman/Gram Parsons) - 3:53
17. "Whiskey Bottle" (Farrar/Tweedy/Heidorn) - 4:41
18. "No Depression" (A.P. Carter) - 2:18
19. "Blues Die Hard" (Farrar/Tweedy/Heidorn) - 4:08

## Medverkande
- Jay Farrar - banjo, fiol, gitarr, munspel, mandolin, sång
- Michael Heidorn - cymbaler, trummor
- Jeff Tweedy - gitarr, bas, sång
- Rich Gilbert - pedal steel guitar
- Sean Slade - piano, sång